# Kociubeiivka, Babanka
Kociubeiivka (în ucraineană Кочубеївка) este o comună în raionul Babanka, regiunea Cerkasî, Ucraina, formată numai din satul de reședință.

## Demografie
Componența lingvistică a comunei Kociubeiivka
     Ucraineană (97,7%)
     Rusă (1,79%)
     Alte limbi (0,26%)
Conform recensământului din 2001, majoritatea populației comunei Kociubeiivka era vorbitoare de ucraineană (97,7%), existând în minoritate și vorbitori de rusă (1,79%).